# モンセニョール・ノウエル州
モンセニョール・ノウエル州 (モンセニョール・ノウエルしゅう、スペイン語：Monseñor Nouel / スペイン語発音: [monseˈɲor nuˈwel])は、ドミニカ共和国中央部の州。
2017年の人口は17万1865人。
州都はボナオ。

## 歴史
1991年、ラ・ベガ州から分離した。
聖ドミンゴの大主教を務めたアドルフォ・アレハンドロ・ノウエル(1862年～1937年)に因んで名付けられた。

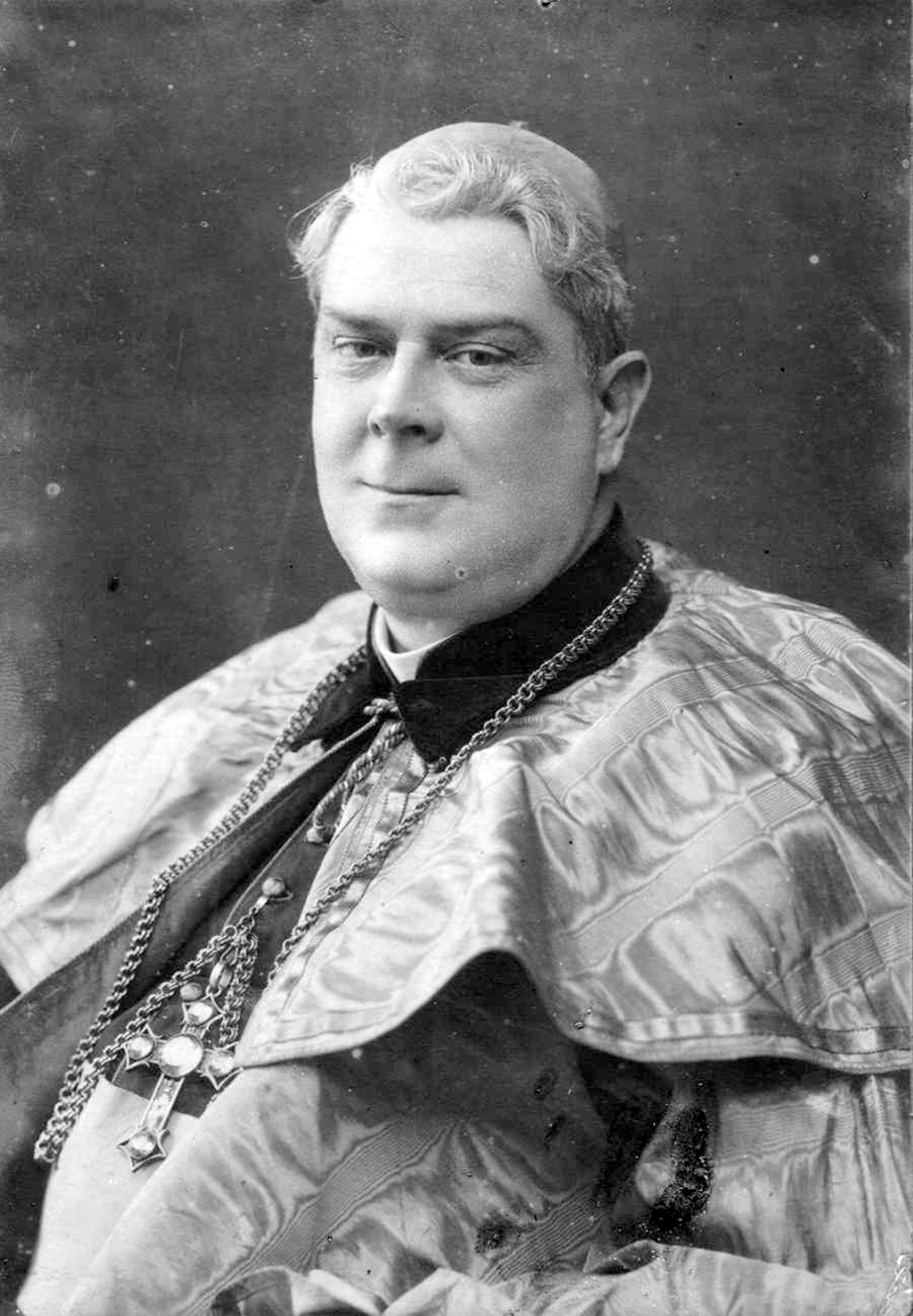
アドルフォ・アレハンドロ・ノウエル

彼は1912年～1913年に大統領を務めた。

## 隣接州
- 西～北：ラ・ベガ州
- 東：サンチェス・ラミレス州
- 南東：サン・クリストバル州
- 南：サン・ホセ・デ・オコア州

## 行政区画
- ピエドラ・ブランカ（英語版）
- ボナオ（英語版）：州都
- マイモン（英語版）